# Liste der Baudenkmale in Horstedt (Niedersachsen)
In der Liste der Baudenkmale in Horstedt sind alle Baudenkmale der niedersächsischen Gemeinde Horstedt aufgelistet. Die Quelle der Baudenkmale ist der Denkmalatlas Niedersachsen. Der Stand der Liste ist der 12. November 2020.

## Allgemein
In den Spalten befinden sich folgende Informationen:
- Lage: die Adresse des Baudenkmales und die geographischen Koordinaten. Kartenansicht, um Koordinaten zu setzen. In der Kartenansicht sind Baudenkmale ohne Koordinaten mit einem roten Marker dargestellt und können in der Karte gesetzt werden. Baudenkmale ohne Bild sind mit einem blauen Marker gekennzeichnet, Baudenkmale mit Bild mit einem grünen Marker.
- Bezeichnung: Bezeichnung des Baudenkmales
- Beschreibung: die Beschreibung des Baudenkmales. Unter § 3 Abs. 2 NDSchG werden Einzeldenkmale und unter § 3 Abs. 3 NDSchG Gruppen baulicher Anlagen und deren Bestandteile ausgewiesen.
- ID: die Objekt-ID des Baudenkmales
- Bild: ein Bild des Baudenkmales, ggf. zusätzlich mit einem Link zu weiteren Fotos des Baudenkmals im Medienarchiv Wikimedia Commons. Wenn man auf das Kamerasymbol klickt, können Fotos zu Baudenkmalen aus dieser Liste hochgeladen werden:

## Horstedt

### Einzelbaudenkmale
| Lage                                        | Bezeichnung              | Beschreibung | ID       | Bild |
| ------------------------------------------- | ------------------------ | --- | -------- | ---- |
| Lange Straße 22 53° 10′ 50″ N, 9° 14′ 10″ O | Wohn-/Wirtschaftsgebäude | Zweiständer-Hallenhaus von 1857 in gleichmäßigem Rasterfachwerk mit ziegelgedecktem Satteldach                                                                | 31026242 | BW   |
| Lange Straße 22 53° 10′ 50″ N, 9° 14′ 11″ O | Hofpflasterung           | Das Pflaster liegt nördlich des Hauptgebäudes des Hofes. | 31026412 | BW   |
| Zum Hunnenberg 53° 10′ 32″ N, 9° 13′ 47″ O  | Kriegerdenkmal           | Das Gefallenendenkmal von 1920 besteht aus drei Sandsteinstelen, von denen die mittlere Stele ein aufgesetztes Tatzenkreuz und die Inschrift „1914–18“ zeigt. | 31026263 |      |

### Ehemaliges Baudenkmal
| Lage                                         | Bezeichnung              | Beschreibung | ID       | Bild |
| -------------------------------------------- | ------------------------ | --- | -------- | ---- |
| Zum Hunnenberg 1 53° 10′ 34″ N, 9° 13′ 53″ O | Wohn-/Wirtschaftsgebäude | 1802 wurde das Zweiständer-Hallenhaus errichtet. 2017 wurde das Gebäude mit Genehmigung abgebrochen und aus dem Denkmalverzeichnis gestrichen. | 31026284 | BW   |

## Stapel

### Einzelbaudenkmal
| Lage                                        | Bezeichnung              | Beschreibung                                                                                 | ID       | Bild |
| ------------------------------------------- | ------------------------ | -------------------------------------------------------------------------------------------- | -------- | ---- |
| Zum Blocksberg 1 53° 10′ 47″ N, 9° 12′ 7″ O | Wohn-/Wirtschaftsgebäude | Zweiständer-Hallenhaus vom Anfang des 19. Jahrhunderts in Gitterfachwerk mit Krüppelwalmdach | 31026326 | BW   |

### Ehemaliges Baudenkmal
| Lage                                              | Bezeichnung              | Beschreibung | ID       | Bild |
| ------------------------------------------------- | ------------------------ | --- | -------- | ---- |
| Stapeler Dorfstraße 10 53° 10′ 45″ N, 9° 12′ 2″ O | Wohn-/Wirtschaftsgebäude | 1880 wurde das hallenhausähnliche Backsteingebäude errichtet. 2004 wurde das Gebäude wegen der Veränderungen aus dem Denkmalverzeichnis gestrichen. | 31026305 | BW   |

## Winkeldorf

### Einzelbaudenkmale
| Lage                                      | Bezeichnung              | Beschreibung | ID       | Bild |
| ----------------------------------------- | ------------------------ | --- | -------- | ---- |
| Am Eichkamp 2 53° 12′ 17″ N, 9° 12′ 25″ O | Wohn-/Wirtschaftsgebäude | Zweiständer-Hallenhaus von 1770 in Fachwerk mit reetgedecktem Krüppelwalmdach und Niedersachsengiebel                                               | 31026347 | BW   |
| Lindenstraße 9 53° 12′ 5″ N, 9° 12′ 30″ O | Wohn-/Wirtschaftsgebäude | Zweiständer-Hallenhaus aus der ersten Hälfte des 19. Jahrhunderts in Fachwerk mit gestalteten Steinausfachungen und ziegelgedecktem Krüppelwalmdach | 31026368 | BW   |
| Mühlenweg 21 53° 11′ 58″ N, 9° 12′ 50″ O  | Mühle                    | Holländer-Windmühle von 1865 ; der achteckige Stumpf mit Unterbau und Achtkant sind erhalten, Kappe, Flügel, Windrose und Galerie fehlen.           | 31026389 | BW   |